# ایدث آن استونی
ایدث آن استونی (انگلیسی: Edith Anne Stoney؛ ۶ ژانویه ۱۸۶۹ – ۲۵ ژوئن ۱۹۳۸ (۶۹ ساله)) ادیث آن استونی (۶ ژانویه ۱۸۶۹–۲۵ ژوئن ۱۹۳۸) فیزیکدان ایرلندی بود. او که در دوبلین در یک خانواده علمی قدیمی آنگلو-ایرلندی به دنیا آمده بود، به عنوان اولین فیزیکدان پزشکی زن شناخته می‌شود.

## زندگی اولیه و خانواده
ادیث استونی در ۴۰ خیابان ولینگتون رود، بالزبریج، دوبلین متولد شد. او دختر جورج جانستون استونی، فیزیکدان برجسته‌ای که در سال ۱۸۹۱ اصطلاح الکترون را به عنوان «واحد بنیادی کمیت الکتریسیته» ابداع کرد، و همسر و دخترعمویش مارگارت سوفیا استونی بود. یکی از دو برادر او، جورج جرالد، مهندس و عضو انجمن سلطنتی (FRS) بود. یکی از دو خواهر او، فلورنس استونی، رادیولوژیست و دریافت‌کننده نشان امپراتوری بریتانیا (OBE) بود. پسرعموی او جورج فرانسیس فیتزجرالد FRS (۱۸۵۱–۱۹۰۱) فیزیکدان ساکن دوبلین بود و عمویش باندون بلاد استونی مهندس بندر دوبلین بود که به خاطر ساخت چندین پل اصلی دوبلین و توسعه اسکله‌ها مشهور بود.
ادیث استونی استعداد ریاضی قابل توجهی از خود نشان داد و در کالج نیونهام، کمبریج بورسیه تحصیلی دریافت کرد، جایی که در سال ۱۸۹۳ در امتحان تریپوس بخش اول درجه اول کسب کرد. با این حال، به او مدرک دانشگاه کمبریج اعطا نشد زیرا زنان تا سال ۱۹۴۸ از فارغ‌التحصیلی محروم بودند. در دوران حضورش در نیونهام، مسئول تلسکوپ کالج بود. او بعداً مدرک لیسانس و فوق لیسانس خود را از کالج ترینیتی دوبلین دریافت کرد، پس از آنکه این مؤسسه در سال ۱۹۰۴ پذیرش زنان را آغاز کرد.
پس از کار کوتاه‌مدت روی محاسبات توربین گاز و طراحی نورافکن برای سر چارلز آلجرنون پارسونز، او سمت تدریس ریاضیات در کالج بانوان چلتنهام را پذیرفت.

## مدرسه پزشکی زنان رویال فری لندن
پس از قانون پزشکی ۱۸۷۶، جلوگیری از دسترسی به آموزش پزشکی بر اساس جنسیت متقاضی برای مؤسسات آموزشی غیرقانونی شد. اولین مدرسه پزشکی زنان در بریتانیا در سال ۱۸۷۴ توسط سوفیا جکس-بلیک در پیش‌بینی این قانون تأسیس شد. دانشکده پزشکی زنان در لندن به سرعت بخشی از دانشگاه لندن شد و آموزش بالینی در بیمارستان رویال فری انجام می‌شد. خواهر ادیث، فلورنس، دانشجوی این مدرسه بود و در سال ۱۸۹۵ با افتخار در پزشکی فارغ‌التحصیل شد (MB BS) و مدرک دکترای پزشکی خود را در سال ۱۸۹۸ دریافت کرد. در همین حال، ادیث در سال ۱۸۹۹ به عنوان مدرس فیزیک در این مدرسه منصوب شد. اولین وظایف او راه‌اندازی آزمایشگاه فیزیک و طراحی دوره فیزیک بود. آزمایشگاه برای ۲۰ دانشجو برنامه‌ریزی شده بود و محتوای دوره فیزیک محض بود، همان‌طور که مقررات دانشگاه الزامی می‌کرد؛ این دوره شامل مکانیک، مغناطیس، الکتریسیته، نورشناسی، صدا، گرما و انرژی بود.
در یادبود او در نشریه لنست، یکی از دانشجویان سابق او اشاره کرد: «سخنرانی‌های او در مورد فیزیک معمولاً به گفتگوهای غیررسمی تبدیل می‌شد، در حالی که خانم استونی، معمولاً با پیش‌بند آبی، روی تخته سیاه با گچ‌های رنگی می‌نوشت، و هر از گاهی با نگرانی برمی‌گشت تا بپرسد 'آیا منظورم را متوجه شدید؟'. شاید او ریاضیدانی بیش از حد خوب بود… تا بتواند مشکلات دانشجوی متوسط پزشکی را درک کند، اما تجربه به او آموخته بود که این مشکلات چقدر می‌توانند ناراحت‌کننده باشند».
در سال ۱۹۰۱، بیمارستان رویال فری فلورنس را به سمت جدیدی به عنوان برق‌کار پزشکی منصوب کرد. در آوریل سال بعد، این دو خواهر یک سرویس جدید اشعه ایکس در بخش برق افتتاح کردند.
در دوران فعالیتشان در بیمارستان رویال فری، این دو خواهر از جنبش حق رأی زنان حمایت فعالانه‌ای کردند، اگرچه با اقدامات خشونت‌آمیزی که بعداً با این جنبش همراه شد، مخالف بودند. ادیث استونی در مارس ۱۹۱۵ از سمت خود در مدرسه استعفا داد و ثبت شده است که «با تأسف فراوان و بسیار بی‌میلی، تغییر در سمت مدرسی فیزیک مطلوب است». به ادیث استونی پس از ارائه استعفا ۳۰۰ پوند پیشنهاد شد.